# ريتشارد جيمس
ريتشارد جيمس (بالإنجليزية: Richard James)‏ هو قاضي ومحامي وسياسي أمريكي، ولد في 8 فبراير 1926، وتوفي في 17 يوليو 2013. حزبياً، نشط في الحزب الجمهوري. وقد انتخب عضو مجلس نواب أوكلاهوما.